# یوریورکیس گامبوا
یوریورکیس گامبوا (انگلیسی: Yuriorkis Gamboa؛ زادهٔ ۲۳ دسامبر ۱۹۸۱) بوکسور اهل کوبا است.